# 条纹拟海牛
条纹拟海牛（学名：Philinopsis lineolata）为拟海牛科拟海牛属的动物。分布于印度、安达曼群岛、夏威夷、萨摩亚群岛、泰国、日本、澳大利亚以及中国大陆的香港、海南等地，属于暖水性种类。其常生活于潮间带礁石间。
其种加词“lineolata”意为“有线条纹样的”。